# Sigara limitata
Sigara limitata är en insektsart som först beskrevs av Franz Xaver Fieber 1848.  Sigara limitata ingår i släktet Sigara, och familjen buksimmare. Arten är reproducerande i Sverige.